# 吉田行地
吉田 行地（よしだ ぎょうち、1968年 - ）は日本の指揮者である。埼玉県本庄市生まれ。

## 経歴
5歳より音楽を始める。早稲田大学本庄高等学院を卒業。1991年、早稲田大学在学中、洗足学園大学付属指揮研究所入所。秋山和慶や尾崎晋也などに師事し、ピアノやスコアリーディングを小林万里子らに師事する。1996年指揮研究所を修了し、劇団四季のミュージカル『美女と野獣』を指揮してデビューする。以来、ルーマニアのSatu Mare Philharmonic Symphony Orchestra、札幌交響楽団、東京交響楽団、大阪フィルハーモニー交響楽団、広島交響楽団、九州交響楽団、大阪市音楽団などで客演。
2004年より2010年まで中部フィルハーモニー交響楽団の専属指揮者を務める。2004年、2005年には槇原敬之のオーケストラ・コンサート『cELEBRATION』の指揮も務めた。
洗足学園音楽大学および桐朋学園大学にて非常勤講師を務めており、日本大学芸術学部にて准教授を務めている。

## 録音
- 『ニュー・ウィンド・レパートリー2009』、演奏：大阪市音楽団、2009年4月28日
- 『ミディアム・グレード・セレクション Vol.2』、演奏：フィルハーモニック・ウインズ大阪、2008年11月15日
- 『ミディアム・グレード・セレクション Vol.1 グリーン・ヒルズ・ファンタジー』、演奏：大阪市音楽団、2008年10月15日

## 家族
- 吉田信解 （兄）